# Сазонов Костянтин Олександрович
Сазонов Костянтин Олександрович (28 грудня 1948, Полтава, Україна) — доктор технічних наук, професор, дійсний член Академії будівництва України, творець першої в світі системи комп'ютерного графічного просторового проектування.

## Біографія

### Освіта і наукова діяльність

#### Початок
У 1975 році закінчив архітектурний факультет Полтавського інженерно-будівельного інституту і був залишений для викладацької роботи у якості асистента кафедри нарисної геометрії і креслення. З першого курсу займався науковою роботою під керівництвом доцента цієї кафедри А. П. Держака, якого з вдячністю згадує все життя. У 1974 році на науковій конференції в Києві студент Сазонов продемонстрував створений ним електромеханічний прилад, який телескопічною «рукою» малював перспективне зображення віртуального об'єкта. Його модель імітувалась в просторі під час обведення ортогональних проєкцій об'єкта. Прилад мав досить складну електричну схему, більш ніж ста деталей і шести електродвигунів. За час навчання в інституті Сазонов отримав п'ять авторських свідоцтв на винаходи.
У 1976 році вступив до аспірантури Київського інженерно-будівельного інституту. Познайомився з можливостями ЕОМ і існуючими графічними технологіями проектування на ЕОМ тривимірних об'єктів. Всі вони базувалися, як і століття тому, на використанні ортогональних проєкцій. Перспективні зображення на екрані графічного дисплея в автоматизованому проектуванні служили виключно для перевірки конструктивних, естетичних і інших якостей моделей майбутніх виробів і споруд. У той час К. А. Сазонов вів пошук можливостей зробити перспективні зображення інструментом графічного синтезу тривимірних об'єктів, а не тільки аналізу. Ця ідея визначила напрямок його наукової діяльності.
З 1978 року К. А. Сазонов — асистент, старший викладач, доцент, професор кафедри нарисної геометрії та комп'ютерної графіки Київського інженерно-будівельного інституту.
Почалася розробка принципово нової технології синтезу тривимірних об'єктів — комп'ютерного графічного просторового проектування. Створені К. А. Сазоновим геометричні моделі, математичне і програмне забезпечення дозволили йому розробити в кінці 70-х років першу в світі систему комп'ютерного графічного просторового проектування, якій він дав назву InteAr. Це дозволило за допомогою екранного курсора графічно на перспективних зображеннях створювати поверхні об'єктів, що моделюються і виконувати їх просторове розміщення. Система InteAr більш ніж на 10 років випередила аналогічні розробки в інших країнах.

#### 80-ті
У 80-ті роки InteAr використовувалася в понад 100 проектних організаціях архітектурно-будівельного напрямку. На основі розробленої комп'ютерної технології, реалізованої в системі InteAr, в 1979 році К. Сазонов захистив кандидатську дисертацію «Автоматизація проектування архітектурних об'єктів на перспективних зображеннях».
Подальший розвиток цієї технології дозволило К. А. Сазонову захистити в Московському інженерно-будівельному інституті в 1988 році докторську дисертацію «Діалогове графічне просторове проектування». Це була перша докторська по автоматизації проектування в архітектурі і будівництві на території колишнього СРСР. Заснована ним комп'ютерна технологія в наш час використовується в багатьох системах комп'ютерного проектування тривимірних об'єктів в різних країнах.

#### Подальший розвиток
У 1992 році заснував товариство з обмеженою відповідальністю «InteAr Ltd.» та очолив її у якості призедента компанії.
У наступні роки під керівництвом К. А. Сазонова були створені системи комп'ютерного графічного просторового проектування:
- InteAr — формоутворення 3D об'єктів і їх просторового розміщення,
- Int-tras — трасування комунікацій супутників,
- Karer — моделювання геології і проектування розробок залізорудних кар'єрів,
- Woody — конструювання корпусних меблів.

Тисячі фірм були або є в наш час користувачами цих систем..
У 2002 році обраний дійсним членом Академії будівництва України по відділенню «Інноваційна діяльність, інформатика в будівельному комплексі».
З 2003 по 2013 роки створив і очолив кафедру дизайну інтер'єру та меблів Київського національного університету технологій та дизайну. Відкрив нову для України спеціальність «Комп'ютерний дизайн інтер'єру та меблів». Професор К. А. Сазонов особисто викладає свої системи комп'ютерного графічного просторового проектування.
З 2013 року професор кафедри інформаційних технологій Київського національного університету будівництва і архітектури.

#### Досягнення
Професор Сазонов підготував 12 кандидатів і одного доктора технічних наук. Автор 120 наукових праць, в тому числі одного підручника та двох монографій.
Член редколегії чотирьох наукових видань, зокрема журналу «Прикладна геометрія та інженерна графіка».
Бере участь в декількох ДЕК в різних вузах. Член двох спеціалізованих вчених рад по захисту докторських дисертацій. Брав участь в двох всесвітніх наукових конференціях з комп'ютерного моделювання. Керував секцією комп'ютерної графіки на 23 міжнародних наукових конференціях з комп'ютерного геометричного моделювання, комп'ютерної графіки, дизайну. Він є співголовою щорічної Кримської міжнародної науково-практичної конференції «Геометричне та комп'ютерне моделювання, енергозбереження, екологія, дизайн».

## Сім'я
Професор Сазонов батько американської художниці і ілюстратора Наталії Сазонової.